# Socovos
Socovos község Spanyolországban, Albacete tartományban. Lakosainak száma 1662 fő (2024).

## Földrajza
Socovos Férez, Hellín, Moratalla és Letur községekkel határos.

## Népesség
A település lakosságának változását az alábbi diagram mutatja:
| Lakosok száma | 2003 | 1935 | 1929 | 2015 | 1983 | 1881 | 1819 | 1787 | 1750 | 1662 |
|               | 2001 | 2004 | 2006 | 2009 | 2011 | 2014 | 2016 | 2019 | 2021 | 2024 |